# Villa La Pietra
Pour les articles homonymes, voir Pietra.

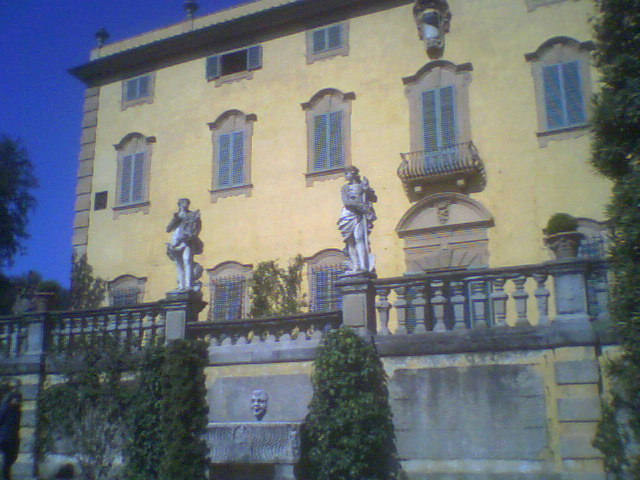
Villa La Pietra (Florence)

La villa La Pietra est un domaine de 23 ha situé 120 via Bolognese à Florence en Italie et appartenant à l'université de New York (New York University, ou NYU) légué par l'écrivain italo-britannique Harold Acton après sa mort en 1994.

## Histoire

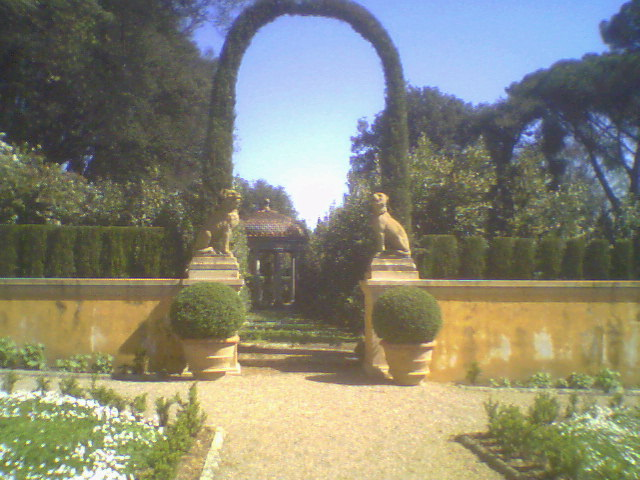
Le jardin à l'italienne

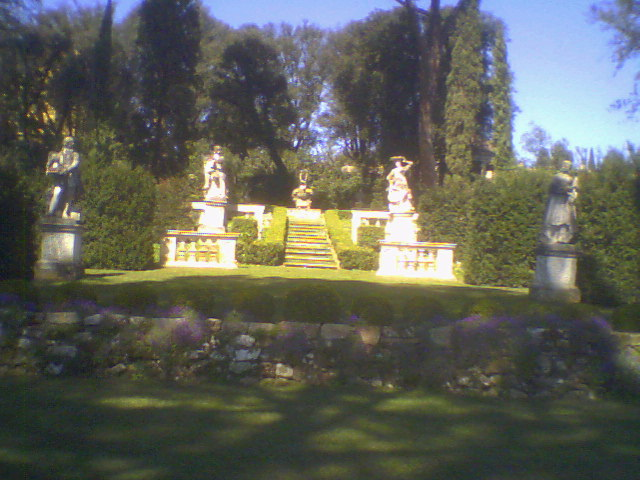
Le Teatro Verde

Acquise et en partie transformée par le banquier Francesco Sassetti en 1460, cette villa passe aux mains des Capponi en 1546. Ensuite, le cardinal Luigi Capponi, mandate l'architecte Carlo Fontana pour la transformer telle qu'elle est aujourd'hui.
Lorsque Florence devient capitale du royaume d'Italie, la villa est vendue à l'ambassade de Prusse. Au début du XXe siècle, la propriété est acquise par Arthur et Hortence Acton, qui en 1904, avec la collaboration de leur jardinier polonais, entament la réorganisation du jardin.
La seule partie qui restera inchangée correspond à l'ancien jardin des citrons, close de murs qui se trouve à  gauche de la façade. L'intention d'Acton était de reproduire le classique jardin à l'italienne, sur trois terrasses en gradin.
L'apparente simplicité de cette transformation, en réalité très élaborée, ouvre des points de vue sur le paysage environnant et sur les éléments architecturaux et décoratifs du système de terrasses.
Nombre de statues acquises par Arthur Acton pour meubler le jardin sont des œuvres d'Orazio Marinali et des Bonazza, provenant de villas vénitiennes de la vallée de la Brenta.
Le fils d'Arthur, l'écrivain Harold Acton qui hérite ensuite de la maison, en fait don à sa mort, en 1994 à la New York University.
Entre le 20 avril 1998 et le 5 mai 2002 des travaux de restauration ont été entrepris, qui restreignent l'accès au jardin et à la villa. La moitié des chambres avec vue ont été restaurées ainsi que de grandes ornementations, parmi lesquelles le Teatro Verde, un théâtre composé d'arbres et orné de sculptures.